# ARA Espora (1890)
El Espora fue un torpedero de alta mar de la Armada Argentina y buque insignia de la División de Torpederas en operación en aguas del estuario del Río de la Plata. Fue asignado en 1890 junto a su gemela Rosales.

## Historia
Fue adquirida en el año 1890 por el Gobierno argentino a la firma inglesa Laird Bross, la cual la construyó en el Astillero Naval de Cammel, en la localidad de Birkenhead, Inglaterra a un coste de £ 45.000. Es el segundo buque de la Armada argentina con este nombre, que recuerda al héroe naval argentino Tomás Espora.
Fue botado el 22 de abril de 1890, siendo la madrina de esta ceremonia Angélica Jovita García Cortina, esposa del entonces Capitán de fragata Manuel J. García Mansilla (primer comandante del buque). Fue él quien lo transportó al país, zarpando de Birkenhead el 19 de marzo de 1891, en convoy con el Rosales (su gemelo) y arribando a Buenos Aires el 4 de abril de 1891. 
En 1893 tomó parte activa en el Combate naval del Espinillo, donde se enfrentó al monitor acorazado ARA Los Andes, parte de la vieja Escuadra de Sarmiento.
En 1901, al mando del Teniente de Navío Félix Ponsati, actuaba ya como buque insignia de la flotilla de torpederas en situación de armamento ante la tensa situación internacional con Chile. 
Tras los Pactos de Mayo, en 1903 pasó al Apostadero Naval de La Plata (actualmente Base Naval de Río Santiago) para ser modificado. 
Para septiembre de 1904, fecha en que regresaba a su función operativa al mando del Capitán de Fragata Jorge Victorica, sus cuatro calderas habían sido reemplazadas por las seis calderas Yarrow retiradas al destructor Santa Fe, se había aumentado su capacidad de carga de carbón (de 130 a 196 t), modificado su artillería (un cañón Nordenfeldt de tiro rápido de 47 mm a popa y otros dos en el centro) y se reemplazó la vieja torre de mando por un puente de navegación.
El 9 de octubre el presidente saliente de la República Argentina, Julio Argentino Roca, pasó revista a la flota de torpederas en su apostadero en Río Santiago. Además de la Espora (insignia), estaba compuesta de las torpederas Comodoro Py, Comodoro Murature, Entre Ríos, Misiones, Corrientes, Bouchardo, Jorge, Thorne, Pinedo, Bathurst, King, Centella, Torpedera N° 3, Torpedera Nº 4, Enrique Py, Torpedera Nº 5, Torpedera N° 6, Ferré, Torpedera Nº 7, Torpedera Nº 8, Alerta, Torpedera Nº 9 y Torpedera Nº 10.
Para 1914 permanecía en su apostadero en inactividad y por decreto del 28 de junio de 1916 se retiró del servicio y fue desguazado.